# Patrick Long

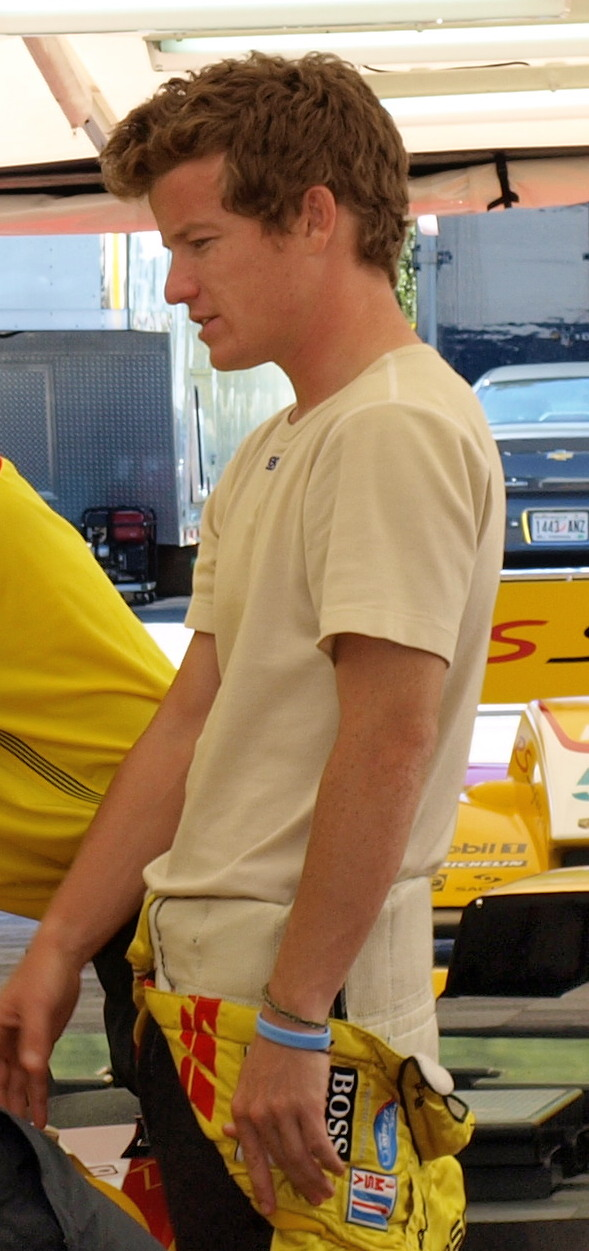
Patrick Long en Petit Le Mans 2008.

Patrick Long (Thousand Oaks, California, Estados Unidos, 28 de julio de 1981) es un piloto de automovilismo de velocidad estadounidense que ha competido en gran turismos de manera oficial para la marca alemana Porsche desde el año 2003. Obtuvo victorias de clase en varias de las carreras de resistencia más prestigiosas del mundo, entre ellas las 24 Horas de Le Mans de 2004 y 2007, las 24 Horas de Daytona de 2009, las 12 Horas de Sebring de 2005 y 2014, y la Petit Le Mans de 2005, 2006, y 2007. Asimismo, obtuvo tres veces el título de pilotos de GT2 de la American Le Mans Series en 2005, 2009 y 2010. Su hermano Kevin Long es skateboarder profesional.

## Monoplzas
Long comenzó a competir en karting a la edad de 8 años. Disputó torneos estatales y nacionales en Estados Unidos, obteniendo varios títulos. En 1998 obtuvo una beca de para disputar la Fórmula Skip Barber Nacional, pero optó por mudarse a Europa a continuar en la disciplina.
En 1999, fue tercero en la Fórmula Renault Campus Francesa y ganó la Fórmula Skip Barber Pro. Luego disputó la Fórmula Ford Británica los dos años siguientes, resultando subcampeón en 2001 para el equipo oficial Van Diemen. En 2002 finalizó octavo en la Fórmula Renault Británica. Asimismo, resultó finalista en el programa de Red Bull de búsqueda de pilotos estadounidenses de Fórmula 1.

## TRG y White Lightning
Porsche contrató a Long como piloto oficial junior en 2003. Disputó la Copa Porsche Carrera Alemania, así como algunas pruebas de la Copa Porsche Carrera Reino Unido y la Supercopa Porsche, acumulando varias victorias y podios. También debutó en la American Le Mans Series al disputar Petit Le Mans en un Porsche 911 para TRG, arribando cuarto en la clase GT.
El estadounidense permaneció en su país en 2004 para disputar la American Le Mans Series en un Porsche 911 de TRG, donde acumuló dos cuartos lugares y quedó noveno en el campeonato de pilotos de GT. Asimismo, llegó décimo absoluto y primero en la clase GT en su debut en las 24 Horas de Le Mans junto a Jörg Bergmeister y Sascha Maassen en un Porsche 911 del equipo White Lightning. También disputó tres fechas de la Le Mans Series, siempre en un Porsche 911 de la clase GT, donde llegó tercero en los 1000 km de Silverstone y cuarto en los 1000 km de Nürburgring y los 1000 km de Spa-Francorchamps. Por otra parte, llegó 14º absoluto en las 24 Horas de Daytona para TRG y ganó la clase GT2 del Festival de Baréin de GT para Farnbacher, en ambos casos en un Porsche 911.
En 2005, Long pasó a correr en White Lightning junto a Bergmeister. En diez carreras de la American Le Mans Series, obtuvo cinco triunfos (entre ellos las 12 Horas de Sebring y Petit Le Mans) y nueve podios, de manera que conquistó los títulos de pilotos y equipos de la renombrada clase GT2. También llegó segundo en las 24 Horas de Le Mans para White Lightning, contando con Timo Bernhard como tercer piloto (en Sebring lo había sido Lucas Luhr). También en 2005, Long disputó siete carreras de la Grand-Am Rolex Sports Car Series en un Porsche 911, resultando cuarto en Fontana, y una en un Crawford Ford.

## GT y sport prototipos
Long y Bergmeister ganaron tres carreras de la American Le Mans Series en 2006 para White Lightning, entre ellas Petit Le Mans, y lograron seis podios. Sin embargo, Long fue tercer piloto de uno de los Porsche RS Spyder oficiales de Penske en las 12 Horas de Sebring. Como Bergmeister puntuó con el Porsche 911, fue campeón de GT2 y Long quedó relegado al tercer lugar. Asimismo, llegó cuarto en las 24 Horas de Le Mans en un Porsche 911 de Flying Lizard. Simultáneamente, disputó la mayor parte del calendario de la Grand-Am Rolex Series en un Crawford Porsche de Alex Job Racing. Contando como compañero de butaca a Mike Rockenfeller, acumuló dos victorias y siete podios en 12 presentaciones, con lo cual resultó 12º en el campeonato de pilotos de la clase DP.
El estadounidense se dedicó de lleno a la Grand-Am Rolex Series en 2007. Compitió para Alex Job Racing con un Crawford Porsche de la clase DP, generalmente como compañero de butaca de Bergmeister. Sumó un triunfo y dos quintos, con lo cual quedó noveno en el campeonato de pilotos de DP. También disputó cuatro fechas de la American Le Mans Series: fue tercero en las 12 Horas de Sebring en un Porsche 911 de Tafel, segundo en Long Beach y Detroit en un Porsche 911 de Flying Lizard, y segundo absoluto y primero en LMP2 en Petit Le Mans en un Porsche RS Spyder de Penske. También corrió en Europa como tercer piloto de IMSA Performance, acompañando a Richard Lietz y Raymond Narac, siempre a los mandos de un Porsche 911 de la clase GT2: ganó las 24 Horas de Le Mans y resultó segundo en las 24 Horas de Spa del Campeonato FIA GT.
En 2008, Long continuó corriendo principalmente en sport prototipos, pero ahora en un Porsche RS Spyder oficial de Penske, de vuelta en la American Le Mans Series. Junto a Maassen, logró seis podios pero ninguna victoria, de manera que quedó quinto en el campeonato de pilotos de LMP2. También disputó cuatro carreras de la Grand-Am Rolex Series, en equipos distintos pero siempre para Porsche, donde logró un podio de clase. El estadounidense volvió a correr las 24 Horas de Le Mans y Spa para IMSA Performance junto a Lietz y Narac: abandonó en Le Mans y terminó séptimo en Spa, en ambos casos en un Porsche 911 de GT2.

## Flying Lizard y Felbermayr-Proton
Long y Bergmeister volvieron a competir juntos en la American Le Mans Series 2009 en un Porsche 911 de GT2, ahora en el equipo Flying Lizard. En diez carreras, ganaron seis y llegaron cuartos en Sebring y quintos en Petit Le Mans, en ambos casos terciados por Marc Lieb. Por ello, lograron los títulos de pilotos y equipos de GT2 de manera aplastante. Long y Bergmeister también obtuvieron la victoria de la clase GT en las 24 Horas de Daytona en un Porsche 911 de TRG. Peor suerte tuvo en sus dos carreras de 24 Horas para IMSA: abandonó en Le Mans y fue descalificado por infracciones técnicas en Spa.
En su segundo año corriendo para Flying Lizard, Long ganó cuatro carreras y llegó segundo en otra prueba de la American Le Mans Series 2010. Su mayor regularidad le permitió repetir junto a Bergmeister el título de pilotos de GT2. También fue segundo en la clase GT en las 24 Horas de Daytona en un Porsche 911 de TRG / Flying Lizard.
El estadounidense disputó más carreras fuera de su país que en años anteriores, siempre en un Porsche 911. Compitió en dos carreras de la Le Mans Series para Felbermayr-Proton, finalizando segundo en la clase GT2 en las 1000 km de Spa-Francorchamps. A continuación, corrió las 24 Horas de Le Mans nuevamente para IMSA, ahora junto a Patrick Pilet y Narac, donde terminaron quintos en GT2. Luego corrió las 24 Horas de Spa para IMSA, acompañando a Lietz, Pilet y Narac, donde terminó segundo absoluto. Más tarde, fue invitado a disputar el Gran Premio de Surfers Paradise del V8 Supercars Australiano como compañero de butaca de Michael Caruso en un Holden Commodore; llegó cuarto en la primera manga y 11º en la segunda. Finalmente, corrió los 1000 km de Zhuhai en un Porsche 911 híbrido, que terminó tres vueltas por delante del GT2 ganador.
El californiano no fue tan exitoso en la American Le Mans Series en 2011 como en los años anteriores. Ganó apenas una carrera y logró tres podios, aunque se llevó los puntos de la victoria en Petit Le Mans porque la Ferrari 458 de AF Corse no puntuaba. Por ello, él y Bergmeister quedaron séptimos en el campeonato de pilotos de GT y Flying Lizard fue tercero en el de equipos. También llegaron sextos en la clase GTE-Pro en las 24 Horas de Le Mans, teniendo como tercer piloto a Luhr, y terminaron retrasados en las 24 Horas de Daytona en un Riley Porsche.
Por otra parte, Long corrió el SCCA World Challenge en un Porsche 911 de la clase GT. Allí consiguió cuatro victorias y dos segundos lugares, de manera que se coronó campeón frente a Johnny O'Connell y su Cadillac CTS oficial pese a haber faltado a una carrera. Asimismo, disputó dos fechas de la Le Mans Series en un Porsche 911 de la clase GTE-Am para Proton. Además, volvió a participar en el Gran Premio de Surfers Paradise del V8 Supercars, ahora como escudero de Fabian Coulthard; llegó 5º en la primera manga y 15º en la segunda.
Long siguió por tercer año consecutivo en el equipo Flying Lizard de la American Le Mans Series 2012, donde junto a Bergmeister sumó una victoria y cuatro podios que los colocaron octavos en el campeonato de pilotos y terceros en el de equipos de GT. También participaron en las 24 Horas de Le Mans en un Porsche 911 oficial de Flying Lizard, donde abandonaron, y en las 24 Horas de Daytona, donde llegaron retrasados.

## Core
Flying Lizard perdió el apoyo oficial de Porsche para la temporada 2013 de la ALMS. Long siguió pilotando un Porsche 911 de la clase GT, ahora en el equipo Core. Acompañado de Tom Kimber-Smith en la mayoría de las fechas, obtuvo dos podios y se ubicó 17º en el campeonato. En paralelo, disputó la Grand-Am Rolex Sports Car Series en la clase GT con un Porsche 911 del equipo Park Place. Acumuló tres segundos puestos y dos cuartos, de modo que terminó octavo en el campeonato de pilotos. Por otra parte, resultó cuarto en la clase GTE-Am en las 24 Horas de Le Mans junto al actor Patrick Dempsey, y disputó la fecha de Imola de la European Le Mans Series con IMSA Performance, en ambos casos al volante de un Porsche 911.
El estadounidense continuó pilotando un Porsche 911 oficial del equipo Core en el nuevo IMSA SportsCar Championship 2014. Acompañado de Michael Christensen, triunfó en las 12 Horas de Sebring, fue segundo en Petit Le Mans y tercero en Indianápolis y Austin. De este modo, se colocó sexto en el campeonato de pilotos de la clase GTLM y cuarto en el campeonato de equipos. En tanto, corrió nuevamente junto a Patrick Dempsey en las 24 Horas de Le Mans, finalizando quinto en la clase GTE-Am, y llegó noveno en las 12 Horas de Bathurst junto a Alex Davison y David Calvert-Jones, en ambos casos con un Porsche 911.

## Años posteriores
En 2015, Long pasó a pilotar un Porsche 911 en el Campeonato Mundial de Resistencia con el equipo Dempsey-Proton, acompañando a Marco Seefried y el actor Patrick Dempsey. Triunfó en Fuji y finalizó segundo en las 24 Horas de Le Mans, por lo que se ubicó décimo en el campeonato de pilotos de la clase GTE-Am y cuarto en el campeonato de equipos. Por otra parte, disputó las tres carreras de resistencia del IMSA SportsCar Championship con el equipo Falken al volante de un Porsche 911 de la clase GTLM, finalizando tercero en las 12 Horas de Sebring, y corrió en las 12 Horas de Bathurst con un Porsche 911 GT3, finalizando undécimo.
El piloto siguió pilotando un Porsche 911 de Proton en la clase GTE-Am del Campeonato Mundial de Resistencia 2016, aunque ahora con Khaled Al Qubasi y el programador David Heinemeier Hansson como compañeros de butaca. Obtuvo la victoria en México y el segundo puesto en las 24 Horas de Le Mans. Por su parte, disputó el SCCA World Challenge con un Porsche 911, primero del equipo Effort y luego de Wright, donde ha conseguido tres victorias y siete podios. Además disputó las dos carreras floridanas del IMSA SportsCar Championship para el equipo Black Swan con un Porsche 911 de la clase GTD, resultando segundo en las 24 Horas de Daytona.

## Stock cars
Long también disputó carreras de stock cars esporádicamente. En 2009, corrió ocho fechas de la NASCAR East Series y la NASCAR West Series, obteniendo una victoria y dos cuartas colocaciones. En 2010 corrió en cuatro fechas de las mismas, consiguiendo una victoria. En 2009 también venció en una carrera de la ARCA Series, en tanto que en 2010 llegó 14º en la fecha de Road America de la NASCAR Nationwide Series.

## Resultados

### Campeonato Mundial de Resistencia de la FIA
(Clave) (negrita indica pole position) (cursiva indica vuelta rápida)

| Año  | Escudería               | Clase    | Automóvil       | 1   | 2   | 3   | 4   | 5   | 6   | 7   | 8   | 9   | Pos. | Puntos | Ref.  |
| ---- | ----------------------- | -------- | --------------- | --- | --- | --- | --- | --- | --- | --- | --- | --- | ---- | ------ | ----- |
| 2015 | Dempsey Racing-Proton   | LMGTE Am | Porsche 911 RSR | SIL | SPA | LMS | NÜR | COA | FUJ | SHA | BHR |     | 5.º  | 131    | [ 1 ] |
| 2015 | Dempsey Racing-Proton   | LMGTE Am | Porsche 911 RSR | 6   | 5   | 2   | 4   | 4   | 1   | 4   | 3   |     | 5.º  | 131    | [ 1 ] |
| 2016 | Abu Dhabi-Proton Racing | LMGTE Am | Porsche 911 RSR | SIL | SPA | LMS | NÜR | MEX | COA | FUJ | SHA | BHR | 4.º  | 130    | [ 2 ] |
| 2016 | Abu Dhabi-Proton Racing | LMGTE Am | Porsche 911 RSR |     | 6   | 2   | 4   | 1   |     | 5   | 4   | 1   | 4.º  | 130    | [ 2 ] |